# Leopoldo Cicognara

Leopoldo Cicognara.

Leopoldo Cicognara, född 17 november 1767 i Ferrara, död 5 mars 1834 i Venedig, var en italiensk greve och konsthistoriker.
Cicognara ägnade sig först åt statstjänst och senare åt konsten. Cicognara har blivit känd främst för sina forskningar i Italiens konsthistoria. Hans främsta arbete är Storia della scultura dal suo risorgimento in Italia (3 band, 1813-18, ny upplaga i 7 band, 1823-24). Han blev även känd som konstsamlare och som konstnär, verksam som målare och grafiker.